# Alte Hahner Straße
Das Naturschutzgebiet Alte Hahner Straße liegt im Gemeindegebiet Simmerath zwischen Roetgen und Lammersdorf rechts der Landesstraße 12.

## Beschreibung
Das Gebiet besteht aus Fichtenbeständen mit einer Krautschicht mit Heidelbeervorkommen. Im Zentrum liegt ein 0,2 ha großes Quellmoor. Im südlichen Teil fließt ein torfmoosreicher Quellbach von Westen nach Osten. Angestrebt ist die Umwandlung in einen Buchenwald.

## Schutzzweck
Erhaltung und Optimierung einer denkmalwürdigen, historisch entstandenen geomorphologischen Struktur im landschaftlichen Zusammenhang und auch Erhaltung und Entwicklung von Altholzbeständen.

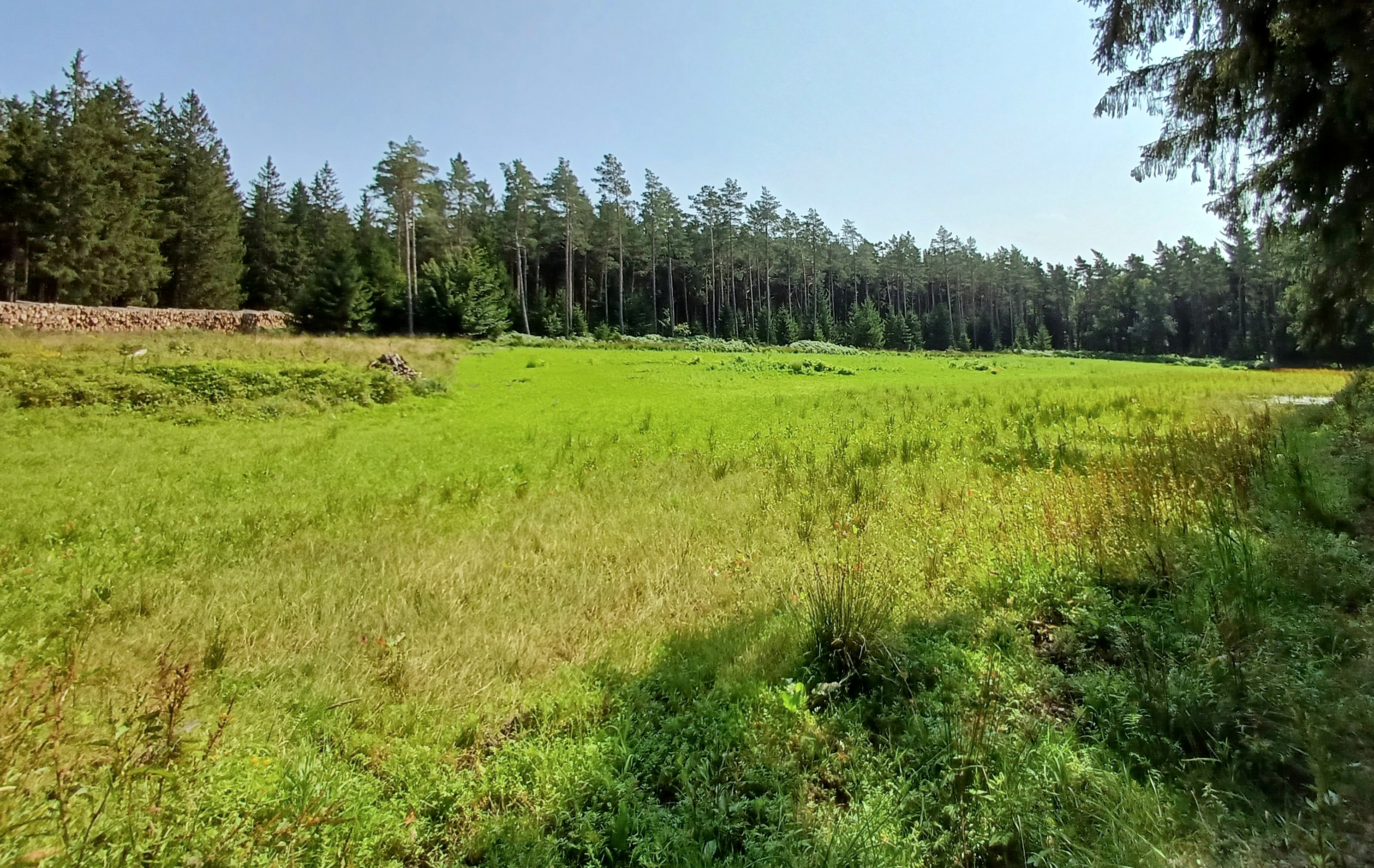
Wiese im NSG
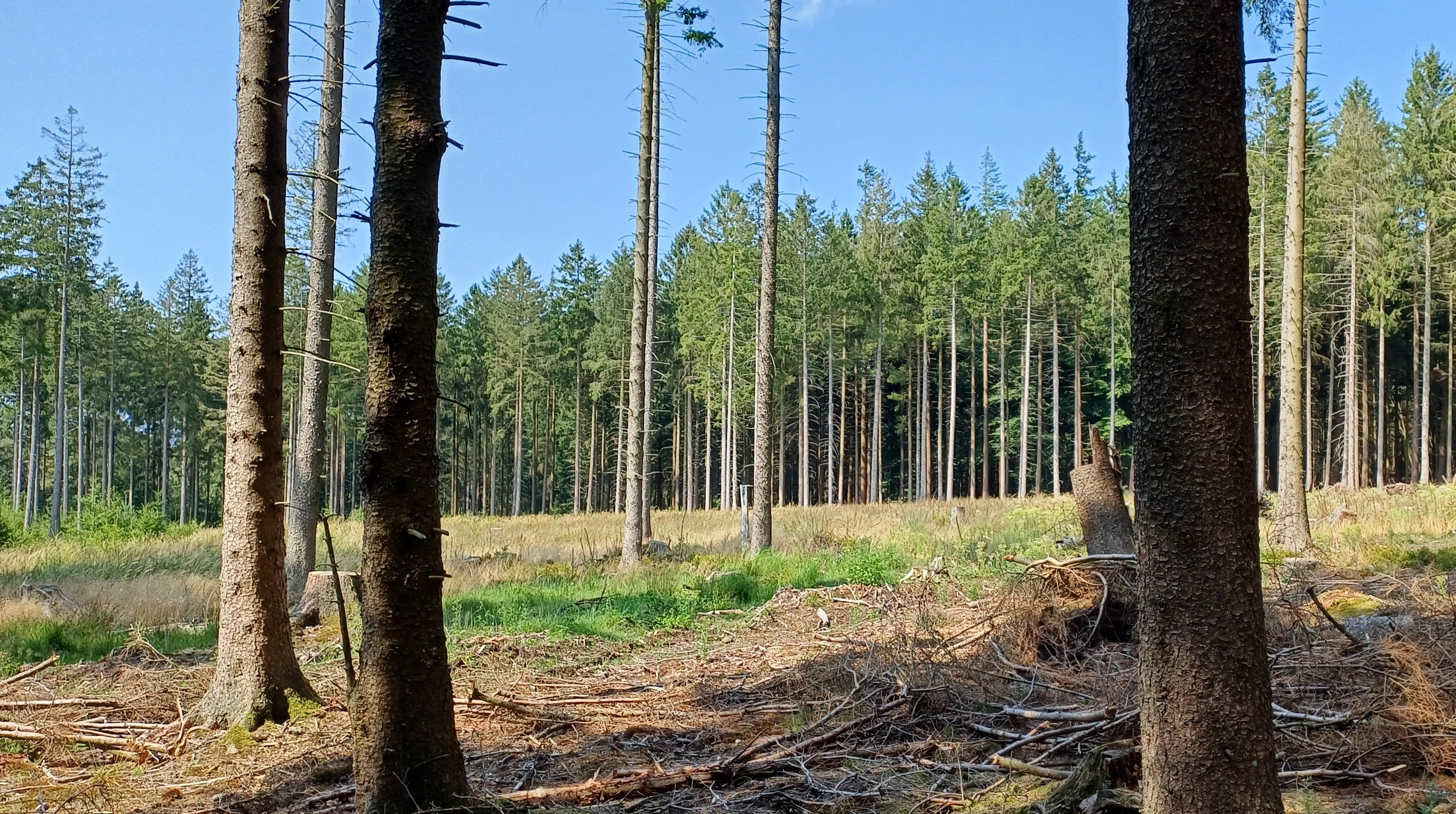
Rückführung zum naturnahen Wald
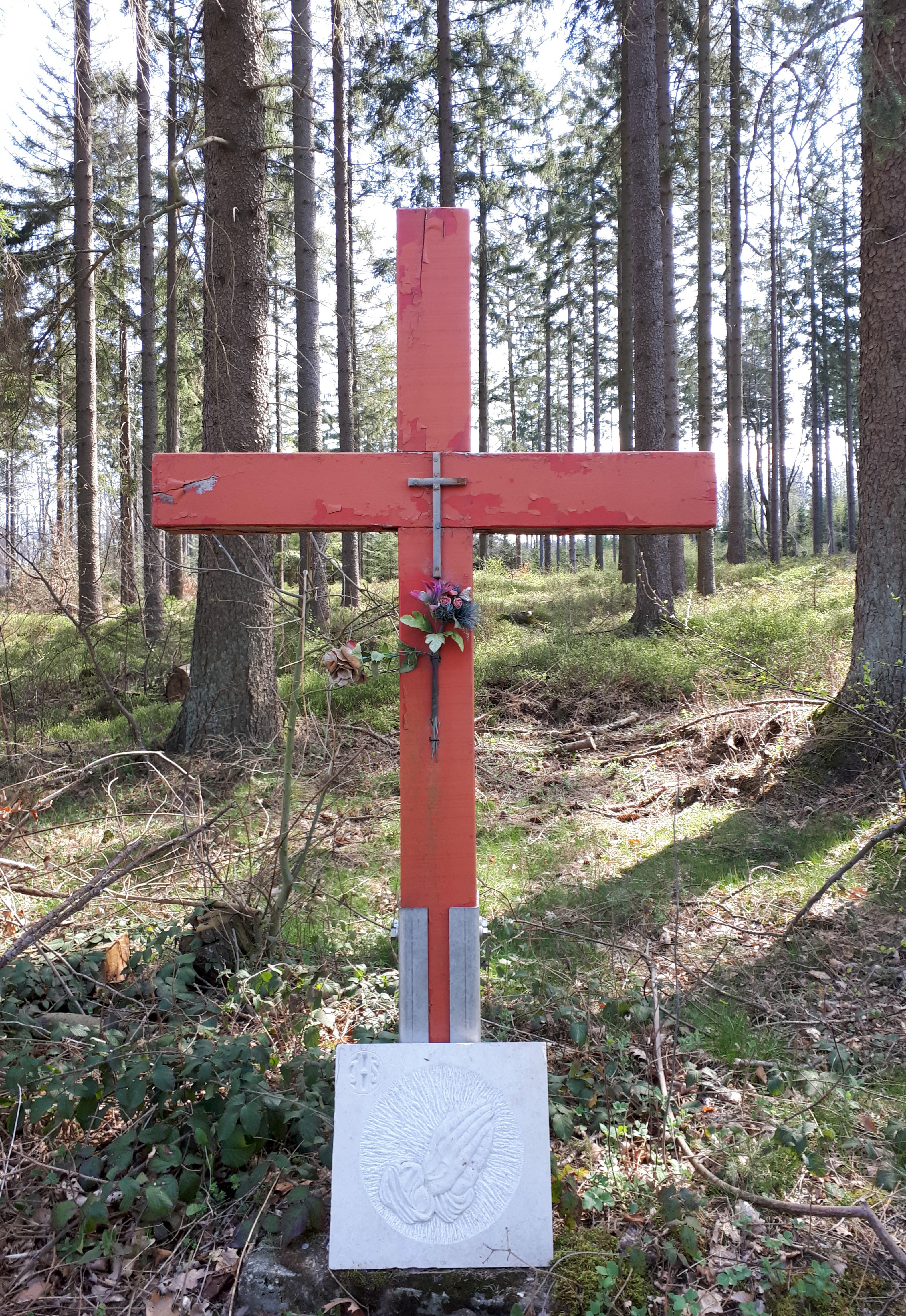
Wegekreuz am NSG-Zugang